# Punch-Drunk Love
Punch-Drunk Love er en amerikansk surrealistisk dramakomedie fra 2002, skrevet og instrueret af Paul Thomas Anderson. Filmen har Adam Sandler, Emily Watson, Philip Seymour Hoffman, Luis Guzmán og Mary Lynn Rajskub på rollelisten. Punch-Drunk Love opnåede gode anmeldelser og flere filmpriser, bl.a. prisen for bedste instruktør på Cannes Filmfestivalen og en Golden Globenominering til Adam Sandler, dog fik filmen ikke nogen kommerciel succes.